# Quatrième circonscription de la Charente
La quatrième circonscription de la Charente est l'une des 4 circonscriptions législatives françaises que compte le département de la Charente (16) situé en région Nouvelle-Aquitaine. 

## Description géographique et démographique
La quatrième circonscription de la Charente est délimitée par le découpage électoral de la loi n°86-1197 du 24 novembre 1986
, elle regroupe les divisions administratives suivantes :
- canton d'Angoulême-Nord,
- canton du Gond-Pontouvre,
- canton de Montembœuf,
- canton de La Rochefoucauld,
- canton de Ruelle-sur-Touvre,
- canton de Soyaux.

D'après le recensement général de la population en 1999, réalisé par l'Institut national de la statistique et des études économiques (INSEE), la population totale de cette circonscription est estimée à 84431 habitants, ce qui fait que la circonscription est surreprésentée par rapport à la moyenne nationale (voir la carte de représentativité des circonscriptions législatives françaises), la représentativité théorique par circonscription étant de 105 600 habitants.

## Historique des députations
| Législature | Début de mandat | Fin de mandat  | Député                 | Parti politique | Observations                                                                          |
| ----------- | --------------- | -------------- | ---------------------- | --------------- | ------------------------------------------------------------------------------------- |
| IXe         | 23 juin 1988    | 1er avril 1993 | Jean-Michel Boucheron  | PS              | À la suite de sa démission le 31 janvier 1993, le siège reste vacant.                 |
| Xe          | 2 avril 1993    | 21 avril 1997  | Jean-Claude Beauchaud, | PS,             | Mandat écourté à la suite d'une dissolution parlementaire décidée par Jacques Chirac. |
| XIe         | 12 juin 1997    | 18 juin 2002   | Jean-Claude Beauchaud  | PS              |                                                                                       |
| XIIe        | 19 juin 2002    | 19 juin 2007   | Jean-Claude Beauchaud, | PS,             |                                                                                       |
| XIIIe       | 20 juin 2007    | 19 juin 2012   | Martine Pinville       | PS diss.        |                                                                                       |

## Historique des élections
Voici la liste des résultats des élections législatives dans la circonscription depuis le découpage électoral de 1986 : 

### Élections de 1988
|                | Jean-Michel Boucheron sortant réélu | PS             | 19 975 | 52,43  |  |  |  |
|                | Bernard Vergès                      | RPR (URC)      | 10 881 | 28,56  |  |  |  |
|                | Alain Proux                         | PCF            | 3 918  | 10,28  |  |  |  |
|                | Marcel Dominici                     | Divers droite  | 2 460  | 6,46   |  |  |  |
|                | Maurice Duruisseau                  | Divers gauche  | 862    | 2,26   |  |  |  |
|                |                                     |                |        |        |  |  |  |
| Inscrits       | Inscrits                            | Inscrits       | 58 871 | 100,00 |  |  |  |
| Abstentions    | Abstentions                         | Abstentions    | 19 538 | 33,19  |  |  |  |
| Votants        | Votants                             | Votants        | 39 333 | 66,81  |  |  |  |
| Blancs et nuls | Blancs et nuls                      | Blancs et nuls | 1 237  | 3,14   |  |  |  |
| Exprimés       | Exprimés                            | Exprimés       | 38 096 | 96,86  |  |  |  |

Jean-Claude Beauchaud, maire du Gond-Pontouvre, était le suppléant de Jean-Michel Boucheron.
Jean-Michel Boucheron est nommé secrétaire d'État du 10 mai au 22 juin 1988.
Il démissionne de son mandat de député le 31 janvier 1993.

### Élections de 1993
| Candidat       | Candidat                  | Parti          | Premier tour | Premier tour | Second tour | Second tour |  |
| Candidat       | Candidat                  | Parti          | Voix         | %            | Voix        | %           |  |
| -------------- | ------------------------- | -------------- | ------------ | ------------ | ----------- | ----------- |  |
|                | Bernard Vergès            | RPR            | 9 340        | 24,76        | 18 837      | 48,86       |  |
|                | Jean-Claude Beauchaud élu | PS (ADFP)      | 8 053        | 21,35        | 19 716      | 51,14       |  |
|                | Jean Mardikian            | UDF (CDS)      | 3 433        | 9,1          |             |             |  |
|                | Robert Lafleuriel         | PCF            | 2 866        | 7,6          |             |             |  |
|                | Michel Boulanger          | FN             | 2 834        | 7,51         |             |             |  |
|                | Alain Schmit              | Divers droite  | 2 337        | 6,19         |             |             |  |
|                | Pierre Debien             | GÉ (EÉ)        | 2 044        | 5,42         |             |             |  |
|                | Jacques Persyn            | SÉGA           | 1 876        | 4,97         |             |             |  |
|                | Marcel Dominici           | Divers droite  | 1 315        | 3,49         |             |             |  |
|                | Jean-Luc Godet            | LT-LNÉ         | 1 214        | 3,22         |             |             |  |
|                | Michel Bouron             | Divers droite  | 1 146        | 3,04         |             |             |  |
|                | Jean-Pierre Courtois      | LO             | 744          | 1,97         |             |             |  |
|                | Alain Chailloux           | CNIP           | 522          | 1,38         |             |             |  |
|                |                           |                |              |              |             |             |  |
| Inscrits       | Inscrits                  | Inscrits       | 60 611       | 100,00       | 60 611      | 100,00      |  |
| Abstentions    | Abstentions               | Abstentions    | 19 611       | 32,36        | 18 425      | 30,4        |  |
| Votants        | Votants                   | Votants        | 41 000       | 67,64        | 42 186      | 69,6        |  |
| Blancs et nuls | Blancs et nuls            | Blancs et nuls | 3 276        | 7,99         | 3 633       | 8,61        |  |
| Exprimés       | Exprimés                  | Exprimés       | 37 724       | 92,01        | 38 553      | 91,39       |  |

Le suppléant de Jean-Claude Beauchaud était Robert Granet, conseiller général du canton de Ruelle-sur-Touvre, maire de Ruelle-sur-Touvre.

### Élections de 1997
| Candidat       | Candidat                            | Parti          | Premier tour | Premier tour | Second tour | Second tour |  |
| Candidat       | Candidat                            | Parti          | Voix         | %            | Voix        | %           |  |
| -------------- | ----------------------------------- | -------------- | ------------ | ------------ | ----------- | ----------- |  |
|                | Jean-Claude Beauchaud sortant réélu | PS             | 16 843       | 43,08        | 26 465      | 64,8        |  |
|                | Patrick Riffaud                     | UDF (PPDF)     | 9 371        | 23,97        | 14 379      | 35,2        |  |
|                | Dominique Deprecq                   | FN             | 3 883        | 9,93         |             |             |  |
|                | Alain Proux                         | PCF            | 3 477        | 8,89         |             |             |  |
|                | Jean-Claude Caraire                 | Les Verts      | 1 584        | 4,05         |             |             |  |
|                | Anne Mainguy                        | LO             | 1 344        | 3,44         |             |             |  |
|                | Alain Chailloux                     | LDI (CNIP)     | 1 120        | 2,86         |             |             |  |
|                | Jérôme Roguez                       | GÉ             | 735          | 1,88         |             |             |  |
|                | Stéphane Richard-Lostalen           | MÉI            | 494          | 1,26         |             |             |  |
|                | Patrick Bourdareau                  | Extrême droite | 248          | 0,63         |             |             |  |
|                |                                     |                |              |              |             |             |  |
| Inscrits       | Inscrits                            | Inscrits       | 60 399       | 100,00       | 60 394      | 100,00      |  |
| Abstentions    | Abstentions                         | Abstentions    | 19 035       | 31,52        | 17 171      | 28,43       |  |
| Votants        | Votants                             | Votants        | 41 364       | 68,48        | 43 223      | 71,57       |  |
| Blancs et nuls | Blancs et nuls                      | Blancs et nuls | 2 265        | 5,48         | 2 379       | 5,5         |  |
| Exprimés       | Exprimés                            | Exprimés       | 39 099       | 94,52        | 40 844      | 94,5        |  |

Le suppléant de Jean-Claude Beauchaud était Guy Branchut, maire de Brie, Président de la Communauté de communes Braconne-Charente.

### Élections de 2002
| Candidat       | Candidat                            | Parti          | Premier tour | Premier tour | Second tour | Second tour |  |
| Candidat       | Candidat                            | Parti          | Voix         | %            | Voix        | %           |  |
| -------------- | ----------------------------------- | -------------- | ------------ | ------------ | ----------- | ----------- |  |
|                | Jean-Claude Beauchaud sortant réélu | PS             | 16 271       | 40,5         | 21 599      | 59,01       |  |
|                | Brigitte Miet                       | UMP            | 6 573        | 16,36        | 15 006      | 40,99       |  |
|                | Michel Bouron                       | UDF            | 6 545        | 16,29        |             |             |  |
|                | Geneviève Deprecq                   | FN             | 3 344        | 8,32         |             |             |  |
|                | Jacques Persyn                      | PCF            | 3 084        | 7,68         |             |             |  |
|                | Joëlle Rassat                       | Les Verts      | 1 496        | 3,72         |             |             |  |
|                | Alain Chailloux                     | CNIP           | 1 056        | 2,63         |             |             |  |
|                | Michel Debœuf                       | LCR            | 881          | 2,19         |             |             |  |
|                | Anne Mainguy                        | LO             | 545          | 1,36         |             |             |  |
|                | Lyne Jeantieu                       | MNR            | 385          | 0,96         |             |             |  |
|                |                                     |                |              |              |             |             |  |
| Inscrits       | Inscrits                            | Inscrits       | 62 747       | 100,00       | 62 748      | 100,00      |  |
| Abstentions    | Abstentions                         | Abstentions    | 21 626       | 34,47        | 24 650      | 39,28       |  |
| Votants        | Votants                             | Votants        | 41 121       | 65,53        | 38 098      | 60,72       |  |
| Blancs et nuls | Blancs et nuls                      | Blancs et nuls | 941          | 2,29         | 1 493       | 3,92        |  |
| Exprimés       | Exprimés                            | Exprimés       | 40 180       | 97,71        | 36 605      | 96,08       |  |

Le suppléant de Jean-Claude Beauchaud était Guy Branchut.

### Élections de 2007
| Candidat       | Candidat                | Parti          | Premier tour | Premier tour | Second tour | Second tour |  |
| Candidat       | Candidat                | Parti          | Voix         | %            | Voix        | %           |  |
| -------------- | ----------------------- | -------------- | ------------ | ------------ | ----------- | ----------- |  |
|                | Philippe Mottet         | UMP            | 14 170       | 35,58        | 17 345      | 42,97       |  |
|                | Martine Pinville élue   | diss. PS       | 8 380        | 21,04        | 23 024      | 57,03       |  |
|                | Malek Boutih            | PS             | 6 236        | 15,66        |             |             |  |
|                | Jacques Persyn          | PCF            | 3 566        | 8,95         |             |             |  |
|                | Michel Bouron           | UDF–MoDem      | 3 030        | 7,61         |             |             |  |
|                | Françoise Soulé         | Les Verts      | 1 130        | 2,84         |             |             |  |
|                | Marie-Christine Cardoso | FN             | 996          | 2,5          |             |             |  |
|                | Michel Debœuf           | LCR            | 849          | 2,13         |             |             |  |
|                | Aurore Chailloux        | CNIP           | 452          | 1,13         |             |             |  |
|                | Jean-Léopold Siwé-Nana  | Divers         | 325          | 0,82         |             |             |  |
|                | Nicole Gadrat           | LO             | 265          | 0,67         |             |             |  |
|                | Erick Lacube            | Divers         | 223          | 0,56         |             |             |  |
|                | Céline Gilardeau        | MNR            | 209          | 0,52         |             |             |  |
|                |                         |                |              |              |             |             |  |
| Inscrits       | Inscrits                | Inscrits       | 65 346       | 100,00       | 65 347      | 100,00      |  |
| Abstentions    | Abstentions             | Abstentions    | 24 702       | 37,8         | 23 837      | 36,48       |  |
| Votants        | Votants                 | Votants        | 40 644       | 62,2         | 41 510      | 63,52       |  |
| Blancs et nuls | Blancs et nuls          | Blancs et nuls | 813          | 2            | 1 141       | 2,75        |  |
| Exprimés       | Exprimés                | Exprimés       | 39 831       | 98           | 40 369      | 97,25       |  |

#### Département de la Charente
- La fiche de l'INSEE de cette circonscription : « Tableaux et Analyses de la quatrième circonscription de la Charente », sur insee.fr, site de l'Institut national de la statistique et des études économiques (consulté le 10 juin 2007) [PDF]
- « Tous les députés du département de la Charente depuis 1789 » [archive du 30 septembre 2007], sur assemblee-nationale.fr, site de l'Assemblée nationale française (consulté le 10 juin 2007)
- « Informations contentieuses sur le département de la Charente (Élections législatives de 2002) »(Archive.org • Wikiwix • Archive.is • Google • Que faire ?), sur conseil-constitutionnel.fr, site du Conseil constitutionnel (consulté le 13 juin 2007)

#### Circonscriptions en France
- « Carte des circonscriptions législatives en France », sur assemblee-nationale.fr, site de l'Assemblée nationale française (consulté le 10 juin 2007)
- « Résultats électoraux officiels en France »(Archive.org • Wikiwix • Archive.is • Google • Que faire ?), sur interieur.gouv.fr, site du Ministère de l'Intérieur (France) (consulté le 13 juin 2007)
- Description et Atlas des circonscriptions électorales de France sur http://www.atlaspol.com, Atlaspol, site de cartographie géopolitique, consulté le 13 juin 2007.